# David Freiberg
David Freiberg (Cincinnati, 24 agosto 1938) è un cantante, bassista e violinista statunitense, fondatore del gruppo dei Quicksilver Messenger Service.
Fece parte della reunion per l'album " If i could only remember my name " di David Crosby pubblicato nel Febbraio 1971.
Ha anche collaborato coi Jefferson Airplane, comparendo sul loro ultimo album live, Thirty Seconds Over Winterland, prima di entrare nei Jefferson Starship, nati dalla dissoluzione degli Airplane. Lasciò i Jefferson Starship nel 1984, poco dopo la partenza di Paul Kantner, e vi ritornò nel 2005.

## Discografia

### Coi Quicksilver Messenger Service
- 1968 : Quicksilver Messenger Service
- 1969 : Happy Trails
- 1969 : Shady Grove
- 1970 : Just for Love
- 1970 : What About Me
- 1975 : Solid Silver
- 1986 : Peace by Piece
- 1996 : Shape Shifter

Con David Crosby
1971 : If i Could Only Remember my Name

### Con Paul Kantner e/o Grace Slick
- 1970 : Blows Against the Empire
- 1973 : Baron Von Tollbooth and the Chrome Nun (Kantner, Slick, Freiberg et al.)
- 1974 : Manhole (Slick)
- 1983 : Planet Earth Rock and Roll Orchestra (Kantner)

### Con i Jefferson Airplane ed i Jefferson Starship
- 1973 : Thirty Seconds Over Winterland
- 1974 : Dragon Fly
- 1975 : Red Octopus
- 1976 : Spitfire
- 1978 : Earth
- 1979 : Freedom at Point Zero
- 1981 : Modern Times
- 1982 : Winds of Change
- 1984 : Nuclear Furniture
- 2008 : Jefferson's Tree of Liberty